# Conus attenuatus
Conus attenuatus é uma espécie de gastrópode do gênero Conus, pertencente à família Conidae.